# Alnus subcordata
Alnus subcordata, o el vern caucasià, és una espècie d'arbre dins la família Betulaceae, i és planta nativa de zones temperada de l'Iran i el Caucas.
És un arbre caducifoli de fins a 15-25 m d'alt. Els seus fruits fan 2-3 cm de llargada i contenen nombroses llavors alades.

## Usos
La seva fusta s'empra per fabricar paper. Té un valor calorífic d'unes 4,6 cal/g.